# William D'Avenant
William D'Avenant ou Davenant est un poète et dramaturge anglais né en 1606 à Oxford et mort le 7 avril 1668 à Londres. Ses œuvres sont caractéristiques de la littérature de la Restauration anglaise. On considère qu'il a introduit l'opéra en Angleterre à partir de 1656.

## Biographie
William D'Avenant était le fils de Jane Shepherd D'Avenant et de John D'Avenant, le propriétaire de la Crown Tavern ("auberge de la Couronne") et le maire de la ville. Lors de son baptême, le 3 mars 1606 en l'église Saint-Martin de Carfax, à Oxford, William eut le privilège d'avoir pour parrain William Shakespeare, lequel séjournait fréquemment à l'auberge à l'occasion de ses trajets entre Londres et Stratford-upon-Avon. La rumeur prétendait même que William D'Avenant aurait été le fils biologique du grand écrivain. Cette hypothèse, cependant, semble tirer sa source d'une remarque attribuée à Davenant par Samuel Butler : « Il lui semblait [à D'Avenant] qu'il écrivait avec le même esprit qu'avait Shakespeare, et semblait satisfait d'être appelé son fils. »
Davenant fréquenta le Lincoln College d'Oxford pendant un certain temps vers 1620, mais quitta l'institution avant d'y acquérir un diplôme.
À la suite de la mort de Ben Jonson en 1637, D'Avenant fut nommé Poète Lauréat en 1638. Il soutint ensuite le roi Charles Ier d'Angleterre au cours de la Première Révolution anglaise. En 1639, il obtient du roi un privilège l'autorisant à édifier un théâtre pour y représenter des pièces avec de la musique et des danses. il fuit à Paris au service d'Henriette, veuve de Charles 1er.
Déclaré coupable de haute trahison en 1641, un retournement de situation le fit finalement adouber par le roi deux ans plus tard, peu après le siège de Gloucester. Il fut fait chevalier en 1643. Davenant fut alors envoyé comme émissaire en France en 1645, et se fit catholique, puis nommé trésorier de la colonie de Virginie en 1649 par Charles II.
L'année suivante, il fut promu lieutenant-gouverneur du Maryland, mais fut capturé en mer, emprisonné et condamné à mort par le régime d'Oliver Cromwell. Il fut emprisonné pendant toute l'année 1651 dans la tour de Londres, ce qui lui fournit l'occasion d'écrire son épopée, Gondibert. Libéré en 1652, il ne fut amnistié qu'en 1654. On lui doit ensuite plusieurs pièces de théâtre et des spectacles comme The Siege of Rhodes en 1656 que l'on considère comme le premier opéra donné en Angleterre. le fief de Davenant est le Duke's Theatre à Lincoln Inn's Fields
Après avoir souffert de la syphilis pendant près de quatre décennies, D'Avenant mourut à Londres le 7 avril 1668. Il est enterré dans le Coin des Poètes à l'abbaye de Westminster, où son épitaphe contient les mots « O rare Sir William Davenant ». Son fils Charles D'Avenant (1656-1714), qui a repris le théâtre, s'est fait un nom par plusieurs ouvrages de politique, de poésie et d'économie.

## Œuvres principales
- The Tragedy of Albovine (1629)
- The Wits (1636)
- The Unfortunate Lovers (1643)
- The Platonick Lovers (1643)
- Love and Honour (1649)
- Gondibert (1650)
- The Siege of Rhodes (1656)